# Il servo di scena (film 1983)
Il servo di scena (The Dresser) è un film del 1983 diretto da Peter Yates, tratto dall'omonima commedia di Ronald Harwood.

## Trama[1]
Sir è un vecchio attore shakespeariano. Il suo grande trionfo risale al '29, quando vinse un premio quale "miglior Amleto". Ora si è in piena guerra e sui palcoscenici inglesi "non son rimasti che vecchi, invalidi e omosessuali". Tuttavia, i teatri sono sempre pieni, anche sotto i bombardamenti e la compagnia, di cui Sir è primo attore, nonché impresario, non fa in tempo a smontare un Otello che è già in viaggio per un ennesimo Re Lear. I treni devono partire in orario - è la guerra! - ma il vecchio attore non è ancora sfiatato. Un suo possente: "Fermate quel treno!", urlato alla stazione, ha il potere di fermarlo per davvero, quel treno. Purtuttavia, Sir sembra non ce la faccia più. Va in giro per Londra bombardata e, al mercato, ha un collasso. Viene ricoverato.
Milady, sua moglie e partner nei ruoli shakespeariani, gli altri attori, i tecnici e Madge, direttore di scena, sono in subbuglio: bisognerà rimborsare gli spettatori, Sir non ha un sostituto. E pensare che quella sera c'era il tutto esaurito!
Ma Sir torna. Norman, il suo servo di scena, colui che lo assiste, lo veste, lo nutre, lo coccola, si mette subito all'opera. Contrario alla sospensione dello spettacolo - era l'unico ad aver fiducia nel vecchio attore - gioisce per il suo ritorno. Chiusi in camerino, cerca di rimettere in sesto quella specie di rottame. Ci prova stuzzicandolo con il gin, col tè, le preghiere... Sir è completamente partito. Anche quando dimostra buona volontà, non ricorda le battute, si trucca da moro di Venezia - e devono andare in scena con il Re Lear- si angoscia: "è la 227ª volta che lo recito e non ricordo la prima battuta!". Si mette a citare Macbeth. Ahi! La cosa porta scalogna. Sir, anche se rimbambito, ridiventa efficientissimo per scacciare il malocchio: deve uscire, fare tre giri, bussare, rientrare, dire una parolaccia. Comincia a ingranare...
con sollievo di Norman. Finalmente finisce di truccarsi: è pronto a entrare in scena. Suona l'allarme aereo; Norman viene incaricato di darne l'annuncio al pubblico. Emozionatissimo per questo "debutto", il servo di scena si impapera un poco. Poi, lo spettacolo ha inizio. Per ben due volte, però, Sir resta catatonico, seduto dietro le quinte al momento del suo ingresso in scena. Alla fine, appare. Gli applausi che lo salutano, lo rincuorano, mentre Norman gli suggerisce le prime battute. Al momento della tempesta, Sir è tornato quello di sempre. L'allarme aereo cessa.
Non si sentono più i tuoni dei bombardamenti. "Quando quelle carogne potrebbero servire, se la squagliano", commenta acido il re Lear. Infatti, Sir vuole una tempesta fortissima, una valanga di suoni, "fulmini che squarcino le querce". Tutta la compagnia che non è in scena, si adopera per provocare la tempesta più furiosa che ci possa essere.
Giunge il momento in cui accecano Gloucester e re Lear può ritirarsi per una pausa. A Madge, suo direttore di scena e amica da vent'anni, Sir confessa che quella sera si è visto come fosse già morto: dall'alto del teatro, un altro se stesso, quello vero, guardava giù e vedeva quel re Lear che recitava. Madge preferirebbe non sentire. Sir le regala un anello che era appartenuto a Kean, ma lei lo rifiuta. 
Irenina, la giovane assistente di Madge, intanto, fa la corte a Sir. Questi se ne accorge: la tocca, la prende in braccio. Oh. è molto più leggera di Milady, sarebbe una Cordelia perfetta... ormai Milady è troppo ingrassata: anche con il razionamento, riesce a trovare sempre dei dolcetti da qualche parte. Ma, nonostante il lieve peso di Irenina, Sir cede e cade a terra. Lei scappa dal camerino. Viene bloccata da Norman che le fa una scenata: "Non è il tuo talento quello che lui cerca, ma solo una che stia a dieta!". Tornato da Sir, afferma: "È solo una falsa magra". Grato, Sir lo abbraccia. La tragedia, in scena, volge alla fine.
Sir solleva Cordelia/Milady senza sforzo apparente e così entra in palcoscenico. Alla caduta del sipario, Sir si sente nuovamente male. Torna in camerino con Norman. Gli altri attori se ne escono alla spicciolata, anche Milady, che va ad aspettarlo a casa. Rimasto solo con il suo servo di scena, Sir gli mostra l'autobiografia che ha scritto. Sul frontespizio, una lunga lista: il libro è dedicato agli attori e agli spettatori, ai tecnici, agli elettricisti, attrezzisti, macchinisti... insomma, praticamente a tutti. Solo lui, il servo di scena, non viene ricordato. Mentre sta per protestare, Norman si accorge che SIr non si muove più. È morto. Chiama aiuto. L'unica che sopraggiunge, che è rimasta in teatro è l'altra che non viene ricordata nella dedica: il direttore di scena, Madge, la donna che ha amato Sir per venti lunghi anni. "Siamo fuori tutti e due", sogghigna Norman. Madge prende l'anello di Kean dalla mano del morto. È molto triste, mentre Norman sembra furibondo: "In tanti anni non mi ha mai invitato neanche a pranzo!". Se la prende con Madge: "Cosa credi, di essere stata l'unica ad averlo amato!". Ma Madge se n'è andata. Norman resta solo accanto a Sir.

## Riconoscimenti
- 1984 – Premio Oscar
  - Candidatura al miglior film a Peter Yates
  - Candidatura al miglior regista a Peter Yates
  - Candidatura al miglior attore ad Albert Finney
  - Candidatura al miglior attore a Tom Courtenay
  - Candidatura alla miglior sceneggiatura non originale a Ronald Harwood

- 1984 – Golden Globe
  - Miglior attore in un film drammatico a Tom Courtenay
  - Candidatura al miglior film straniero (Regno Unito)
  - Candidatura al miglior regista a Peter Yates
  - Candidatura al miglior attore in un film drammatico ad Albert Finney
  - Candidatura alla miglior sceneggiatura a Ronald Harwood

- 1984 – Festival di Berlino
  - Orso d'argento ad Albert Finney
  - Candidatura all'Orso d'Oro a Peter Yates